# Rompon
Rompon település Franciaországban, Ardèche megyében. Lakosainak száma 1141 fő (2022. január 1.). Rompon Baix, Le Pouzin, Saint-Cierge-la-Serre, Saint-Julien-en-Saint-Alban, Saint-Laurent-du-Pape, La Voulte-sur-Rhône és Livron-sur-Drôme községekkel határos.

## Népesség
A település népessége az elmúlt években az alábbi módon változott:
| Lakosok száma | 513  | 585  | 722  | 966  | 1008 | 1053 | 1083 | 1126 | 1131 | 1141 |
|               | 1968 | 1982 | 1990 | 2006 | 2013 | 2015 | 2017 | 2019 | 2020 | 2022 |